# Владимир Янев
 Тази статия е за литературния критик.  За църковния деец вижте Владимир Янев (свещеник).  
Владимир Атанасов Янев е български учен, литературен критик и историк, есеист, поет и белетрист.

## Биография
Владимир Янев е роден на 26 януари 1950 г. в Пловдив. Завършва ЕСПУ „Лиляна Димитрова“ (днес СОУ „Св. Патриарх Евтимий“) в родния си град и българска филология в Софийския университет „Климент Охридски“ през 1972 г. Учител по български език и литература в Неделино, Златоград, Пловдив. От 1981 г. преподава в Пловдивския университет „Паисий Хилендарски“ българска литература между двете световни войни, съвременна българска литература и детска литература. (През учебните 1995/1999 г. – лектор по българска литература в Санктпетербургския университет.) През 1998 г. защитава докторска дисертация на тема „Поезията на Николай Марангозов в контекста на българската литература от 20-те, 30-те и 50-те години“, а рецензенти са му Тончо Жечев и Симеон Янев. Доцент в катедрата по българска литература и теория на литературата във Филологическия факултет на Пловдивския университет „Паисий Хилендарски“ (от 2001).
Член на Съюза на българските писатели и на Българския ПЕН център.

### Литературоведски книги и учебни помагала
- „Живея и препрочитам“ (1990);
- „Признати и непознати“ (1999);
- „Христо Смирненски. Маскарадът и празникът“ (2000; II осн. прер. изд. – 2008);
- „С вас, седмокласници, да прочетем заедно“ (2002);
- „Кратки бележки върху българския литературен авангардизъм (с особен оглед към експресионизма)“ (2002);
- „Българска литература след Първата световна война“ (2002);
- „Литературният Пловдив от XIX век до наши дни“ (2008);
- „Въвеждане на безпределното“ (2009).

### Есета и публицистика
- „Цигулката на Енгр. Строшени огледала“ (2000, 2006 – 3 фрагментарни новели и 3 поеми, спектакъл по нея „Скоростта на мрака“ в студентския театър „Алма алтер“ – София, реж. Николай Георгиев);
- „Съдържания. Разкази и още нещо“ (2000);
- „Втора цигулка. Строшени херми“ (2007);
- „Живият разказвач Николай Хайтов“ (2008);
- в съавторство с Иван Митев: „При Златната река. Думи за Георги Богданов“ (2008).

### Двуезични поетични книги
- „Приписки по свещени камъни. Петербургска поема. / Приписки на священных камнях. Петербургская поэма“ (1999)
- „Петербургски стихове. / Петербургские стихи“ (1999).

### Книги за младите читатели
- „Чудо не, ами чудо. Приказки за вълшебства“ (1994);
- „Анекдоти и истории за Древна Гърция“ (1994, 2 изд. – 2010);
- „История на световната литература, разказана за деца и юноши“ (1994 – т.1; 2003 – т.2);
- „Световната литература, разказана за деца и юноши“ (2006 – т.I).

### Мемоари
- „Ние сме за „Локо“ Пловдив“ (2001) [2]
- „Големия/т/ Хълм. Казармени истории“ (2004)
- „Живи души. Енциклопедична поема в първо лице за множествени числа“ (2006; 2007)